# 黑勒河
50°47′21.64″N 7°52′17.74″E / 50.7893444°N 7.8715944°E

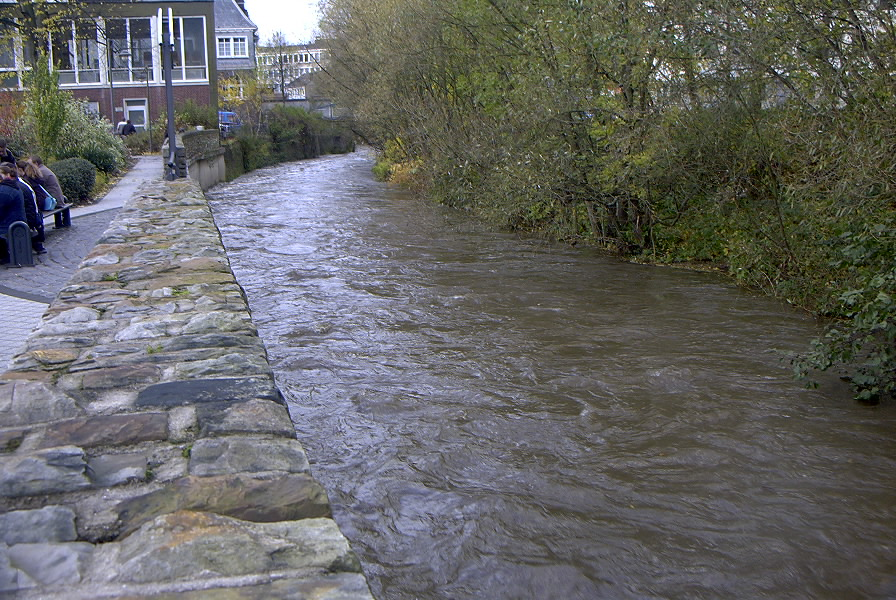

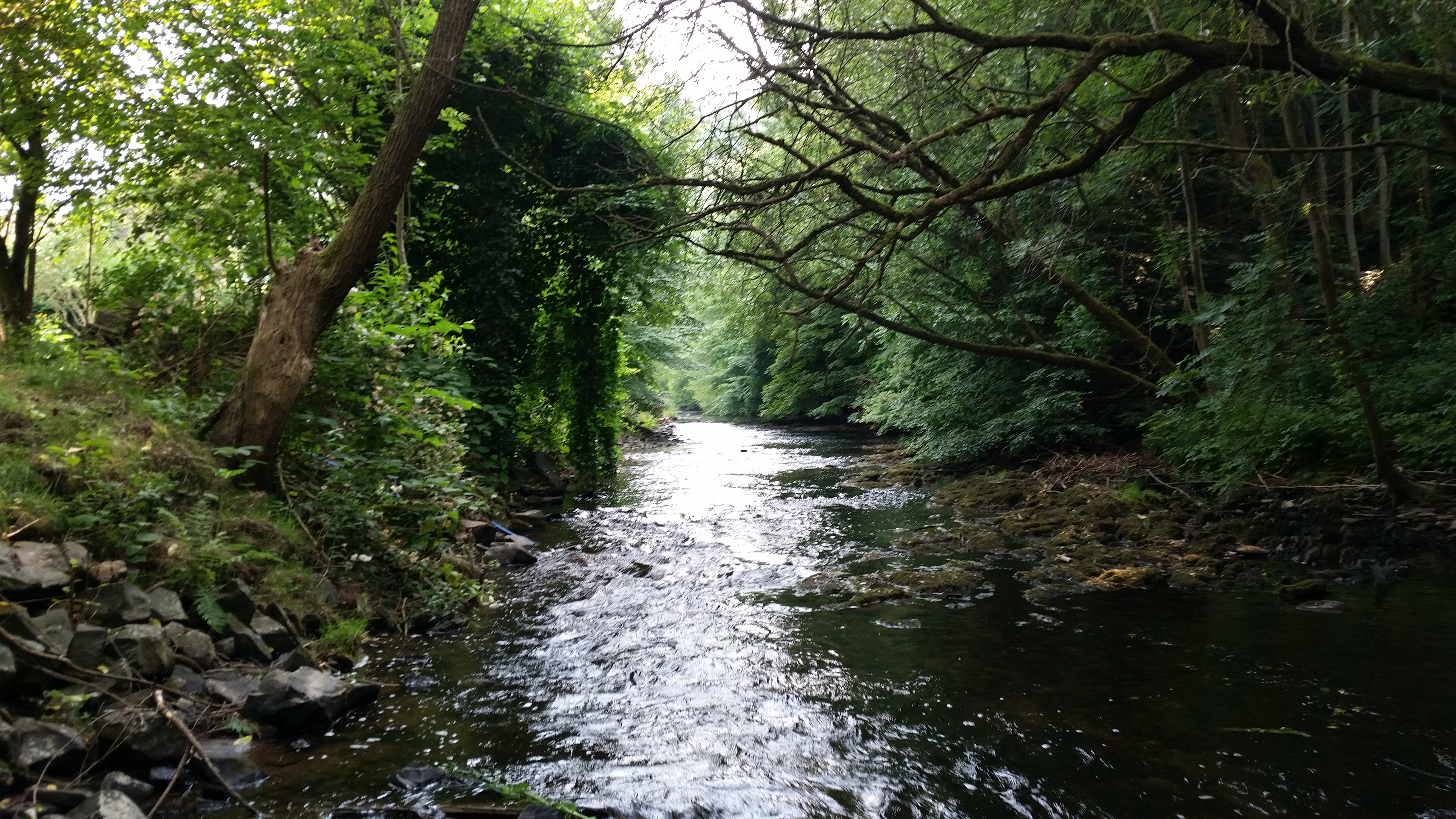

黑勒河（德語：Heller），是德國的河流，位於該國西部，屬於錫格河的左支流，流經黑森州、北萊茵-威斯特法倫州和萊茵蘭-普法爾茨州，河道全長30公里，流域面積204平方公里。